# 非公民 (拉脫維亞)

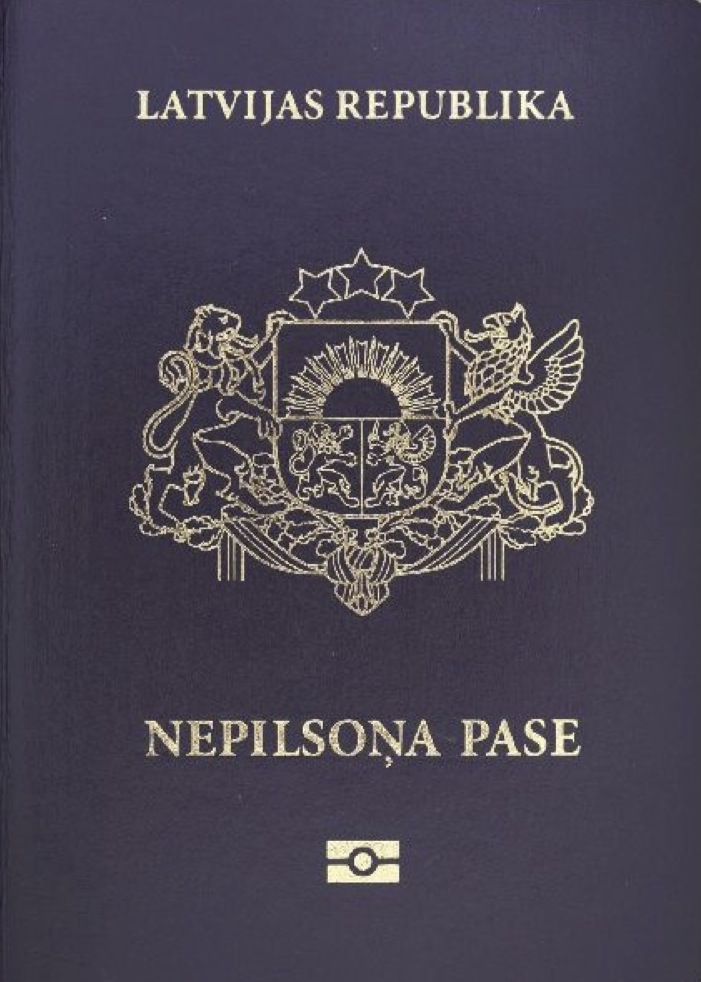
非公民的护照

拉脫維亞的非公民人數約爲27萬6千人（2014年6月 ~ 佔總人口13.8 %）。拉脫維亞非公民在拉脫維亞有永久居留權，但並無拉脫維亞或其他國家的國籍。這部分人幾乎包括了在拉脫維亞生活，講俄語的前蘇聯公民。值得注意的是，根據拉脫維亞法律規定，“非公民”並非是“無國籍”。

## 歷史
1991年10月15日通過的拉脫維亞最高蘇維埃《關於拉脫維亞國民公民權恢復與歸化基本原則》的決定，產生了拉脫維亞的“非公民”問題。根據決議，只有1940年前在拉脫維亞出生的人及其後代，其拉脫維亞國籍纔獲得承認。超過70萬人，接近總人口的30%，失去了拉脫維亞國籍。
1994年制訂的國籍法規定了入籍程序，從1995年2月1日開始生效。此段時間內，只有少數非公民可以通過此程序重新取得國籍。在1998年的全民表決中，拉脫維亞國籍法重新修訂，使得大部分非公民，在通過語言、歷史和憲法知識考試後可以重新取得國籍。 但是對於大部分上了年紀的俄羅斯人，由於在蘇聯時期拒絕學習拉脫維亞語，或錯過了學習的最佳時機，學習拉脫維亞語成了一大難題。根據統計，超過60歲的人在非公民中佔據了絕大多數。因此從2011年9月1日開始，降低了65歲以上非公民的語言考試難度。
1995年，通過法律定義了非公民的地位。
2019年，时任拉脱维亚总统雷蒙茲·韋約尼斯签署法令，同意自2020年1月1日以后，非公民在拉脱维亚生育的婴儿，自出生起即获得拉脱维亚公民身份，不得再给予非公民身份。

## 權利
拉脫維亞非公民的公民權，甚至一部分個人權利，都受到了限制。在國家和鄉鎮選舉中，非公民沒有選舉權和被選舉權，不得從事特定職業，如公務員、警察和公證員。若無簽署合同，非公民在外國工作時間在拉脫維亞不計入退休金。對於拉脫維亞公民免簽國家，非公民在旅行上受到諸多限制（歐盟國家除外）。然而，非公民只允許在申根國逗留180天中的90天(拉脫維亞人可以無限制在任何申根國或歐盟國家逗留)。而且非公民需要"工作許可"才可以在其他的歐盟國家合法工作。根據拉脫維亞人權委員會統計，拉脫維亞境內講俄語的非公民，2008年在權利上與正式公民共有75處不同。
然而對於2005年前所有拉脫維亞男性正式公民必須參與的義務兵役，非公民無此義務。2008年6月以後，相比起正式公民，大部分拉脫維亞非公民可以免簽進入俄羅斯旅行。

## 人口數量
非公民入籍政策實行後，非公民的於總人口的佔比從2000年的21%降到2011年的14 %。
| 民族       | 數量    | 非公民佔該民族人口比例 | 佔所有非公民人口比例 |
| ---------- | ------- | ---------------------- | -------------------- |
| 俄羅斯人   | 181,785 | 31.2                   | 65.7                 |
| 白俄羅斯人 | 37,594  | 51.2                   | 13.6                 |
| 烏克蘭人   | 26,932  | 51.5                   | 9.7                  |
| 波蘭人     | 9,497   | 19.8                   | 3.4                  |
| 拉脫維亞人 | 713     | < 0.1                  | 0.3                  |
| 其他       | 20,276  |                        |                      |
| 總共       | 276,797 | 佔總人口13.8 %         |                      |

## 國際觀點
對於解決拉脫維亞非公民問題，部分參與此問題的國際組織提出了一系列建議，包括：
- 給予非公民在鄉鎮選舉中的選舉權。[15]
- 減少公民與非公民在權利上的差別。[16]
- 放棄歷史上與非公民入籍意願相悖的陳述。[17]

部分建議，從新生一代着手，降低归化入籍的門檻，如減少入籍費用。這些政策已開始在拉脫維亞實行。
根特大学的欧洲法律学者Peter Van Elsuwege指出，拉脱维亚非公民身份的法律基础是基于在占领统治下移居占领地的人不会自动获得国籍权这一既定的法律原则。一些历史先例支持了这一点，最明显的是阿爾薩斯-洛林的案例，当法国在1918年恢复领土时，尽管德国于47年前吞并了该地区，但法国并没有给予德国定居者公民身份。

## 相關文獻
- David Rupp: Die Rußländische Föderation und die russischsprachige Minderheit in Lettland.ibidem-Verlag, Stuttgart 2007, ISBN 3-89821-778-7. (德語)
- Gert von Pistohlkors (Hrsg.): Staatliche Einheit und nationale Vielfalt im Baltikum. Oldenbourg, München 2005, ISBN 978-3-486-57819-5. (德語)

## 外部連結
- 德語:
  - Eduard Franz: Lettlands Beitrag zur EU: 500.000 aliens? Zur Situation der russischsprachigen Bevölkerung （页面存档备份，存于） Bonn: FES Library, 2003
  - Jens von Rauchhaupt: Nichtbürger-Status: EU bekommt nun den schwarzen Peter （页面存档备份，存于） Lettische Presseschau 2007
  - Ingrid Schittich: Lettland - Vergangenheit ohne Zukunft? （页面存档备份，存于） (PDF; 154 kB) Vereinigung der Weltbürgerinnen und Weltbürger, 2011
  - Carmen Schmidt: Lettland // Minderheitenschutz im östlichen Europa. Seiten 14-18. – Forschungsprojekt des Instituts für Ostrecht der Universität zu Köln
- 英語:
  - Lettisches Menschenrechtekomitee: Citizens of a non-existent state (.pdf; 60,8 MB), 2011